# Rachel Maddow
Rachel Anne Maddow (ur. 1 kwietnia 1973) – amerykańska dziennikarka radiowa i telewizyjna.
Prowadziła na antenie radia Air America The Rachel Maddow Show. Obecnie tworzy wieczorny program telewizyjny pod tym samym tytułem w MSNBC. Maddow jest pierwszą otwarcie homoseksualną prezenterką prowadzącą program TV w primetimie.

## Wykształcenie
Rachel Maddow jest absolwentką szkoły średniej w Castro Valley (Kalifornia). Kontynuowała edukację na Uniwersytecie Stanforda, gdzie w 1994 uzyskała dyplom z zakresu polityki publicznej W 1995 r. dostała stypendium Rhodesa, a następnie zdobyła tytuł doktora nauk politycznych w Lincoln College (część Oxford University). Jej praca doktorska nosi tytuł: „HIV/AIDS i reforma służby zdrowia w brytyjskich i amerykańskich więzieniach”. Maddow jest pierwszą nie mówiącą otwarcie o swojej orientacji seksualnej lesbijką, która uzyskała stypendium Rhodesa.

## Kariera radiowa
Maddow dostała pierwszą pracę w radiu WRNX (100.9 FM, Holyoke, Massachusetts) – wygrywała konkurs ogłoszony przez tę stację. Została zatrudniona do współprowadzenia porannego programu The Dave in the Morning Show. Później prowadziła przez dwa lata Big Breakfast w WRSI (Northampton, Massachusetts). W marcu 2004 przeniosła się do Air America. Pracowała przy Unfiltered z Chuckiem D i Lizz Winstead do czasu jego zdjęcia 31 marca 2005. Dwa tygodnie później (14 kwietnia) zaczęła prowadzić własny, dwugodzinny program The Rachel Maddow Show. 10 marca 2008 został on wydłużony do 3 godzin. Program był nadawany na żywo z Noego Jorku między godz. 18:00 a 21:00 ET – od poniedziałku do piątku. Trzecią godzinę (telefony słuchaczy), kiedy Maddow pojawiała się w telewizji, prowadził David Bender. 8 września 2008 TRMS wrócił do 2-godzinnego formatu – stało się to w czasie, gdy Rachel Maddow zaczęła prowadzić wieczorny program w MSNBC. 2 lutego 2009 audycja została skrócona do godziny i przeniesiona do porannego pasma.

## Kariera telewizyjna
W czerwcu 2005 Maddow została stałą komentatorką w programie Tucker (MSNBC). W listopadzie 2006 (i później) była także częstym gościem Paula Zahn Now (CNN). W styczniu 2008 Maddow została politycznym analitykiem MSNBC i stałą komentatorką w programie MSNBC Race for the White House with David Gregory, a także Countdown Keitha Olbermanna.
4 kwietnia 2008 poprowadziła po raz pierwszy program w MSNBC, zastępując chwilowo Olbermanna. Sama Maddow określiła się na antenie jako „nerwową”, jednak Olbermann pochwalił jej występ. Poproszono ją o poprowadzenie kolejnego programu 16 maja. Tego dnia Countdown with Keith Olbermann miało największą oglądalność wśród programów informacyjnych w kluczowej grupie widzów (25-54 lat). Olbermann docenił jej sukces dając trzecią pozycję w swoim segmencie „World’s Best Persons”, określając jako „World’s Best Pinch-Hitter”. Maddow poprowadziła jeszcze kolejnych osiem i pół programów w czasie urlopu Olbermanna w lipcu 2008 (licząc połowę odcinka z 21 lipca). Maddow zastępowała także Davida Gregory’ego w Race for the White House.
19 sierpnia 2008 MSNBC ogłosiło, że Rachel Maddow będzie prowadziła własny program w czasie, który do tej pory zajmował Dan Abrams (21:00 ET), począwszy od 8 września 2008
Od swojego debiutu program notował wysokie wyniki oglądalności, okazjonalnie wygrywając nawet z Countdown, jako program MSNBC o najwyższej oglądalności. Po miesiącu podwoił poprzednie wyniki oglądalności MSNBC we wskazanym paśmie.

## Poglądy polityczne
Artykuł w The Nation opisuje Maddow jako „liberała w kopalnym sensie tego słowa”. David Bauder z Associated Press nazywa ją „polityczną bratnią duszą [Keitha] Olbermanna” i odnosi się do programów Olbermanna i Maddow jako „dwugodzinnego bloku liberalnego”.

## Wyróżnienia i nagrody
Rachel Maddow znalazła się w czołówce listy Out 100 magazynu Out jako jedna z homoseksualnych osobowości, które „poruszyły kulturę” w 2008 r.
Uzyskała tytuł Lesbian/Bi Woman of the Year (American) w plebiscycie AfterEllen.com 2008 Visibility Awards.
W sierpniu 2010 Maddow otrzymała Walter Cronkite Faith & Freedom Award.

## Życie osobiste
Maddow jest córką Boba Maddowa – adwokata, i Elaine Maddow – metodyk szkolnej. Ma brata Davida.
Dzieli czas między domem na wsi (Zachodnie Massachusetts), gdzie mieszka ze swoją partnerką, artystką Susan Mikulą, a Manhattanem. Para poznała się w 1999, kiedy Mikula zatrudniła Maddow, która była wtedy w trakcie pisania pracy doktorskiej, do prac w ogrodzie.